# Vischer (Familienname)
Vischer ist ein deutscher Familienname.

## Herkunft und Bedeutung
Vischer ist eine Schreibvariante zum Familiennamen Fischer. Zu näherer Erklärung siehe dort.

## Namensträger
- Adolf Lukas Vischer (1884–1974), Schweizer Mediziner
- Antoinette Vischer (1909–1973), Schweizer Cembalistin
- August Vischer (1821–1898), deutscher Maler
- Carl Koechlin-Vischer (1889–1969), Schweizer Unternehmer
- Caspar Vischer (Architekt) (um 1510–1579), deutscher Architekt der Renaissance
- Caspar Vischer (um 1590–um 1663), deutscher Wundarzt, siehe Caspar Fischer (Mediziner)
- Daniel Vischer (1950–2017), Schweizer Politiker (GPS)
- Daniel L. Vischer (* 1932), Schweizer Wasserbauingenieur und Hochschullehrer
- Dominik Vischer (* 1965), deutscher Fernsehmoderator
- Eberhard Vischer (1865–1946), Schweizer Theologe
- Eduard Vischer (Architekt) (1843–1929), Schweizer Architekt
- Eduard Vischer (Theologe) (1874–1946), Schweizer Theologe
- Eduard Vischer (Historiker) (1903–1996), Schweizer Historiker
- Elisabeth Vischer-Alioth (1892–1963), Schweizer Frauenrechtlerin
- Engelbert Vischer (1647–1723), bayerischer Zisterzienserabt
- Ernst Vischer (1878–1948), Schweizer Architekt
- Florian Vischer (1919–2000), Schweizer Architekt
- Frank Vischer (1923–2015), Schweizer Rechtswissenschaftler
- Friedrich Theodor Vischer (1807–1887), deutscher Literaturwissenschaftler, Philosoph, Schriftsteller und Politiker
- Fritz Vischer (1875–1938), Schweizer Historiker
- Georg Vischer (Maler) (vor 1595–nach 1637), deutscher Maler, Hofmaler von Maximilian I. in München
- Georg Friedrich Vischer (1738–1789), württembergischer Lehrer und Bibliothekar
- Georg Matthäus Vischer (1628–1696), österreichischer Topograf und Geistlicher
- Gustav Vischer (1846–1920), deutscher Manager, Vorstandsvorsitzender der Daimler-Motoren-Gesellschaft
- Gustav Joachim Vischer-Klamt (1900–1945), deutscher Tänzer, Choreograph und Tanzpädagoge
- Hanns Vischer (1876–1945), Schweizer Afrikaforscher
- Hans Vischer (um 1489–1550), deutscher Bildhauer und Erzgießer
- Heiner Vischer (* 1956), Schweizer Politiker (LDP)
- Hermann F. Vischer (* 1934), deutscher Unternehmer und Firmengründer
- Johann Jakob Vischer (1914–1985), Schweizer Bauingenieur und Berufsoffizier
- Johann Martin Vischer (1751–1801), deutscher Kaufmann
- Johannes Vischer (1524–1587), deutscher Mediziner und Hochschullehrer
- Lukas Vischer (Sammler) (1780–1840), Schweizer Geschäftsmann, Künstler und Sammler
- Lukas Vischer (Theologe) (1926–2008), Schweizer Theologe
- Martin Vischer (* 1981), Schweizer Schauspieler
- Melchior Vischer (1895–1975), deutscher Schriftsteller und Regisseur
- Paul Vischer (1881–1971), Schweizer Architekt
- Peter Vischer der Ältere (um 1455–1529), deutscher Bildhauer und Rotschmied
- Peter Vischer der Jüngere (1487–1528), deutscher Erzgießer, Modelleur und Illustrator
- Peter Vischer-Passavant (1779–1851), Schweizer Kunstsammler und Maler
- Robert Vischer (1847–1933), deutscher Philosoph und Kunsthistoriker
- Rüdiger Vischer (1936–2017), deutscher Altphilologe
- Rudolf Sarasin-Vischer (1866–1935), Präsident der Basler Handelskammer
- Ulrich Vischer (* 1951), Schweizer Rechtsanwalt und Politiker (LDP)
- Wilhelm Vischer (Politiker) (1789–1849), Schweizer Politiker
- Wilhelm Vischer (Historiker) (1833–1886), Schweizer Historiker und Politiker
- Wilhelm Vischer (Botaniker) (1890–1960), Schweizer Botaniker
- Wilhelm Vischer (Theologe) (1895–1988), Schweizer Theologe
- Wilhelm Vischer-Bilfinger (1808–1874), Schweizer Klassischer Philologe und Ratsherr
- Wolfgang A. Vischer (1921–2018), Schweizer Mediziner, Mikrobiologe und Präsident der Lepra-Mission